# 모클렌어군
모클렌어군(영어: Moklenic languages)은 서로 가까운 두 언어인 모켄어와 모클렌어가 이루는 어군이다. 말레이폴리네시아어파에 속한다. Larish (1999)는 모켄어와 모클렌어가 하나의 어군을 이룬다는 사실을 확립하고 모켄·모클렌어군(영어: Moken–Moklen languages)이라는 이름을 붙였다. 이후에 Larish (2005)는 “모클렌어군”이라는 새로운 이름을 제시했다.

## 분류
모클렌어군에는 두 개의 언어가 속한다.
- 모켄어: 태국과 미얀마의 모켄족(일명 “바다 집시족”) 2,500 ~ 3,000명이 사용.
- 모클렌어: 태국 남부의 모클렌족 2,500 ~ 3,000명이 사용.

모켄족과 모클렌족은 언어와 문화 면에서 공통점이 많지만 서로 다르다. 모켄어 화자들은 기본적으로 바다에서 생활하는 수렵채집인이고 모클렌어 화자들은 태국 남부의 마을에서 육지 생활을 한다. 모켄어와 모클렌어에 대한 비교언어학적 연구는 Leerabhandh (1984), Makboon (1981), Larish (1999) 등이 있다.
모클렌어군 언어들은 미얀마의 다웨이섬에서 태국의 피피섬까지, 미얀마 남부와 태국 남부 해안선을 따라 650km에 걸쳐 분포한다. 모켄어는 매우 넓은 영역에 분포하지만 모클렌어는 태국 남부의 서부 해안에서만 쓰인다. 모클렌어는 남부 태국어의 영향을 강하게 받았으며 모켄어에 비해 더 큰 소멸 위기에 놓여 있다.
우락라워이어는 태국 남부의 또다른 바다 집시 부족이 사용하는 언어인데, 모클렌어군이 아니라 말레이어군에 속한다. 우락라워이어와 모켄어는 푸껫섬에서 서로 접하고 있다.

## 다른 언어과의 관계

### Larish (1999, 2005)
Larish (1999, 2005)는 모클렌어군이 참어군이나 말레이어군에 속하는 것이 아니라 그들의 자매 어군이라고 본다. 모클렌어군은 오스트로아시아어족의 영향을 강하게 받았으며 참어군에도 나타나는 ‘새’ 따위의 오스트로아시아어족 차용어를 많이 받아들였다.
Larish (1999)는 모클렌어군이 보다 큰 모클렌·아체·참·말레이어군(“MACM”)의 일부라고 본다.
모클렌·아체·참·말레이어군
- “부남”어군?
- 모클렌어군 (*q > *k의 음운변화를 보임)
  - 모켄어
  - 모클렌어
- 아체·참·말레이어군 (*q > *h의 음운변화를 보임)
  - 아체·참어군
  - 말레이어군

아체·참·말레이어군은 말레이폴리네시아조어의 *q를 *h로 바꾼 반면, 모클렌어군은 말레이폴리네시아조어 *q를 *k로 바꿨다.
또한 Larish (1999)는 베트남 남부의 부남 왕국에서 쓰였던 미지의 언어가 모클렌·아체·참·말레이조어에서 이른 시기에 갈라져나간 언어일지도 모른다고 추측한다.

### Smith (2017)
Smith (2017:459)는 서말레이폴리네시아 제어를 분류하면서 음운론적 증거를 바탕으로 모클렌어군이 말레이폴리네시아어파의 최상위 분기군이라고 주장한다.

## 재구
Larish (1999)는 모켄·모클렌조어를 재구하였다.

## 추가 문헌
- Larish, Michael David (1991). ‘The special relationship between Moken, Acehnese, Chamic and Mon-Khmer: Areal influence or genetic affinity?’ Unpublished paper presented at the Sixth International Conference on Austronesian Linguistics, Honoluluπ University of Hawai'i.
- Larish, Michael David (1993) ‘Who are the Moken and Moklen on the Islands and Coasts of the Andaman Sea?’ in Pan-Asiatic Linguistics: Proceedings of the Third International Symposium on Language and Linguistics, Chulalongkorn University, January 8–10, 1992, volume III:1305–19, Bangkok: Chulalongkorn University Printing House.
- Larish, Michael David (1997) ‘Moklen-Moken phonology: Mainland or insular Southeast Asian typology?’, in C. Odé and W. Stokhof (eds), Proceedings of the Seventh International Conference on Austronesian Linguistics, 125–50, Amsterdam: Rodopi.
- Naw Say Bay. 1995. "The phonology of the Dung dialect of Moken", in Papers in Southeast Asian Linguistics No. 13, Studies in Burmese Languages, ed. D. Bradley, vol. 13, pp. 193–205. Pacific Linguistics, the Australian National University.